# Кьондок
Кьондок (кор. 경덕, 景德, Gyeongdeok, Kyŏngdŏk; пом. 765) — корейський правитель, тридцять п'ятий володар (ван) держави Сілла (шостий ван об'єднаної Сілли). Відомий активною підтримкою буддизму.

## Життєпис
Син вана Сондока Великого, який помер 737 року. Трон перейшов до старшого брата Хьосона. Після смерті останнього 742 року, Кьондок успадкував трон.
751 року підтримав спорудження буддистського монастиря Пульгукса. Також усіляко підтримував розвиток буддистського мистецтва, прикладами якого є грот Сондок і божественний дзвін.
Загалом намагався дотримуватися мирних стосунків з Китаєм та Японією. 753 року відбувся випадок з японським посольством, де кожна зі сторін поклала причину конфлікту на іншу. Так, за японською версією, Кьондок поводив себе з японцями зневажливо і брутально, за корейською — японський посланець звернувся до вана Сілли недоброзичливо та поводився зарозуміло. Це призвело до розриву стосунків.

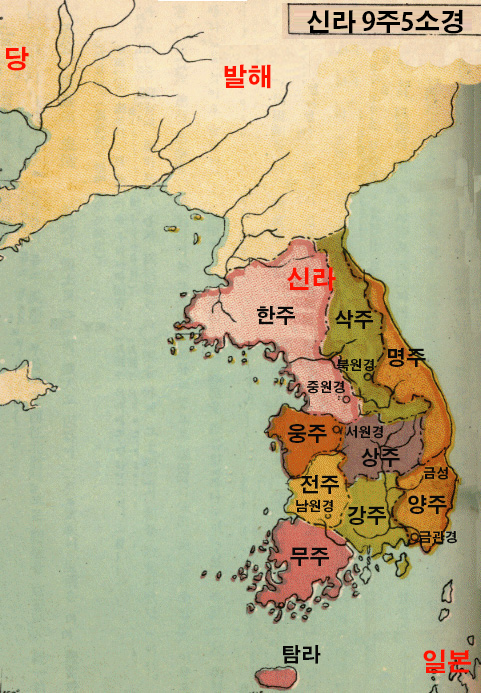
Адміністративний поділ Сілли за Кьондока

757 року провів адміністративну реформу, поділивши країну на 9 провінцій, кожна з яких у свою чергу поділялась на округи. Останні — на префектури.
758 року відбулося ще одне японське посольство, яке також виявилося невдалим. У відповідь фактичний правитель Японії Фудзівара но Накамаро звернувся до Мун-вана, тійо Пархе, щодо спільних дій проти Сілли. Від війни проти цих двох потужних держав Сіллу врятував спротив державної ради Японії 759 року.
Останні роки зберігалася небезпека з боку Пархе. Для захисту Кьондок наказав спорудити 6 фортець на сілла-пархеському кордоні, що було зроблено до 762 року.
Помер Кьондок 765 року. Йому спадкував син Хегон.